# Scotolathys
Genre
Scotolathys est un genre d'araignées aranéomorphes de la famille des Lathyidae.

## Distribution
Les espèces de ce genre se rencontrent en Amérique du Nord, en Europe, en Afrique du Nord et au Proche-Orient.

## Liste des espèces
Selon World Spider Catalog (version 26, 11/07/2025) :
- Scotolathys delicatula Gertsch & Mulaik, 1936
- Scotolathys immaculata Chamberlin & Ivie, 1944
- Scotolathys maculina (Gertsch, 1946)
- Scotolathys pallida (Marx, 1891)
- Scotolathys simplex Simon, 1885

## Systématique et taxinomie
Ce genre a été décrit par Simon en 1885. Il est placé en synonymie avec Lathys par Gertsch en 1946. Il est relevé de synonymie par Marusik, Kovblyuk et Nadolny en 2009. Il est placé dans les Lathyidae par Montana, Cala-Riquelme, Crews, Gorneau, Al-Jamal, Alequín, Spagna, Ballarin et Esposito en 2025.

## Publication originale
- Simon, 1885 : « Arachnides nouveaux d'Algérie. » Bulletin de la Société Zoologique de France, vol. 9, p. 321-327 (texte intégral).